# Brian Jungen
Brian Jungen, né le 29 avril 1970 à Fort St. John (Colombie-Britannique), est un artiste canadien domicilié à Vancouver. Il est membre de la Première Nation des Dunne-za. Il vit et travaille dans le nord de la Colombie-Britannique, sur le territoire du Traité 8.

## Biographie
Jungen est diplômé de l'Emily Carr University of Art and Design en 1992. Après l'obtention de son diplôme, il a poursuivi des études en histoire de l'art à l'Université Concordia de Montréal, avant de s'établir à New York la même année.
Entre 1998 et 2005, Jungen réalise la série Prototypes for New Understanding, dans laquelle il transforme des baskets Nike Air Jordan en sculptures évoquant des masques cérémoniels autochtones de la côte Nord-Ouest,. Cette série, exposée pour la première fois en 1999 à la Charles H. Scott Gallery, attire l'attention nationale et internationale.
En 2000, il présente Shapeshifter, une sculpture monumentale représentant un squelette de baleine construit à partir de chaises de jardin en plastique blanc,. Suspendue dans l'espace d'exposition à la manière des musées d'histoire naturelle, l'œuvre interroge les méthodes de présentation anthropologique, la marchandisation de la nature, et la condition des peuples autochtones dans les sociétés occidentales.
Par la suite, il a présenté d’importantes expositions personnelles, notamment au Hammer Museum de Los Angeles (2021), au Musée des beaux-arts de l'Ontario à Toronto (2019, 2011), à la Henry Art Gallery de Seattle (2017), au Kunstverein Hannover et au Bonner Kunstverein en Allemagne (2013), au National Museum of the American Indian de Washington (2009), à la Tate Modern de Londres (2006) et à la Vancouver Art Gallery (2006). Son travail a également été exposé au New Museum de New York (2005) et à Witte de With à Rotterdam (2006).
Il a participé à plusieurs expositions collectives, notamment à la Biennale de Toronto (2022), au Copenhagen Contemporary (2021), à la Biennale de Liverpool (2018), à la Biennale de Shanghai (2012) et au Musée des beaux-arts du Canada à Ottawa (2017, 2013).

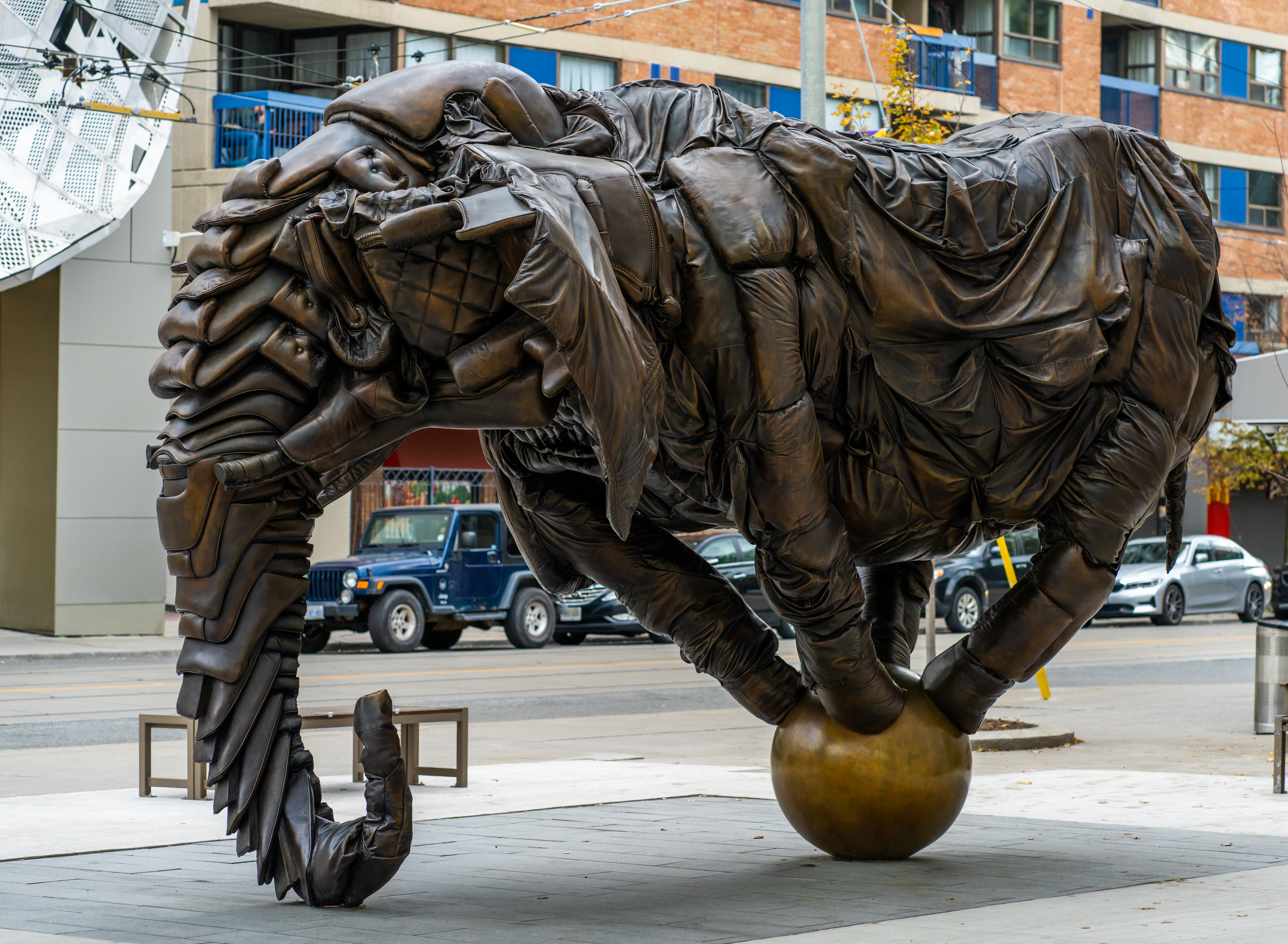
Monstre de canapé : Sadzěʔ yaaghęhch'ill

En 2022, le Musée des beaux-arts de l'Ontario a inauguré à Toronto Monstre de canapé : Sadzěʔ yaaghęhch'ill, une œuvre monumentale de Jungen réalisée en bronze. Inspirée par l'histoire de Jumbo, un éléphant de cirque tué en 1885 à St. Thomas en Ontario, cette sculpture représente un éléphant composé de canapés en cuir mis au rebut. Jungen y exprime son intérêt pour la matérialité des objets ainsi que sa préoccupation pour la condition des êtres vivants forcés de se produire pour autrui. Le titre en langue dane-zaa, Sadzěʔ yaaghęhch'ill, signifie « Mon cœur se déchire »,.
La sculpture rend également hommage à l'artiste britannique Henry Moore, dont Jungen admire le travail. La production en bronze, réalisée à la fonderie Walla Walla dans l'État de Washington, marque la première œuvre d'art public commandée par le Musée des beaux-arts de l'Ontario pour son site extérieur.

## Distinctions
- 2002 : Prix Sobey pour les arts, premier lauréat de ce prix décerné aux artistes canadiens émergents[2].
- 2003 : Emily Award, décerné par l'Emily Carr University of Art + Design en reconnaissance de ses réalisations artistiques[2],[5].
- 2010 : Prix Gershon Iskowitz, récompensant sa contribution aux arts visuels au Canada[2].